# Maidenhead vasúti híd
A Maidenhead vasúti híd a 19. század első felében épült, két íve a leglaposabb volt a világon.

## Története
A Maidenhead vasúti hidat a viktoriánus Anglia  legkiválóbb mérnöke, Isambard Kingdom Brunel  tervezte. A téglából épült hídnak a Temze  felett két nagy - 39 méter széles - íve van, amely a legmagasabb pontján is mindössze hét méterre van a vízszinttől. A híd a Great Western Railway  vasúttársaság Bristol  és London vonalán épült, Slough és Maidenhead között. A híd 1837-1838-ban épült, hivatalosan 1839 . július 1-jén  adták át. Középső pillére egy kicsi szigeten áll a fő sodorvonalban. Az átkelő megépítése 37 ezer fontba került.
A vasúttársaság vezetői nem hittek abban, hogy ilyen nagy és ennyire lapos boltívek képesek lesznek megtartani a hidat és a rajta haladó vasúti forgalmat, ezért arra utasították Brunelt: hagyja a helyén az építkezés alatt használt állványzatot. Az építész látszólag engedelmeskedett az utasításnak, de finoman elmozdította a fából ácsolt szerkezetet, hogy az már ne tartson semmit a híd súlyából. Később az áradások elmosták az állványzatot, és mivel a híd megmaradt, mindenki számára bebizonyosodott, hogy Brunel számításai helyesek voltak.
1890  és 1893  között Sir John Fowler mindkét oldalán kiszélesítette a hidat, hogy a két széles nyomtávú sínpár helyett négy standard vonal férjen el az átkelőn. A híd szélessége így meghaladja a 17 métert.

## Érdekesség
Az Isambard Kingdom Brunel által tervezett maidenheadi vasúti híd feltűnik William Turner 1844-ben festett Eső, gőz és sebesség című híres képén.

## Galéria

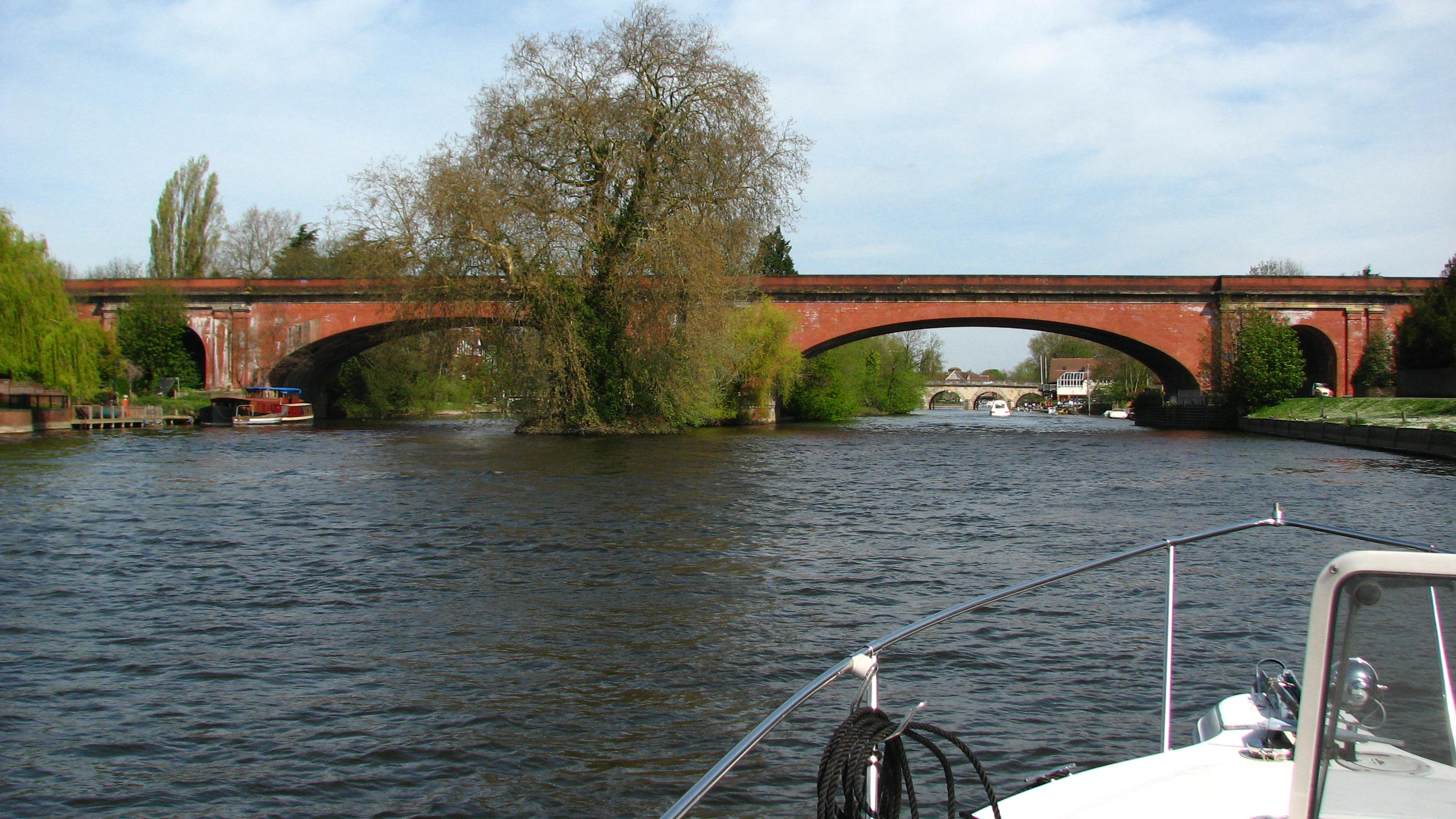
A híd a folyóról nézve
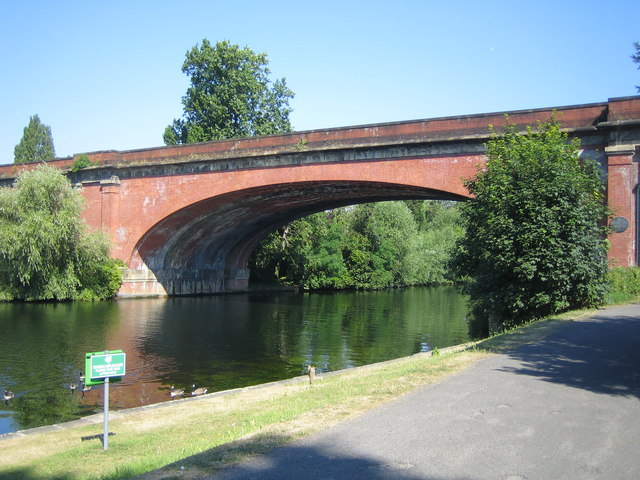
A szigetre támaszkodó ív
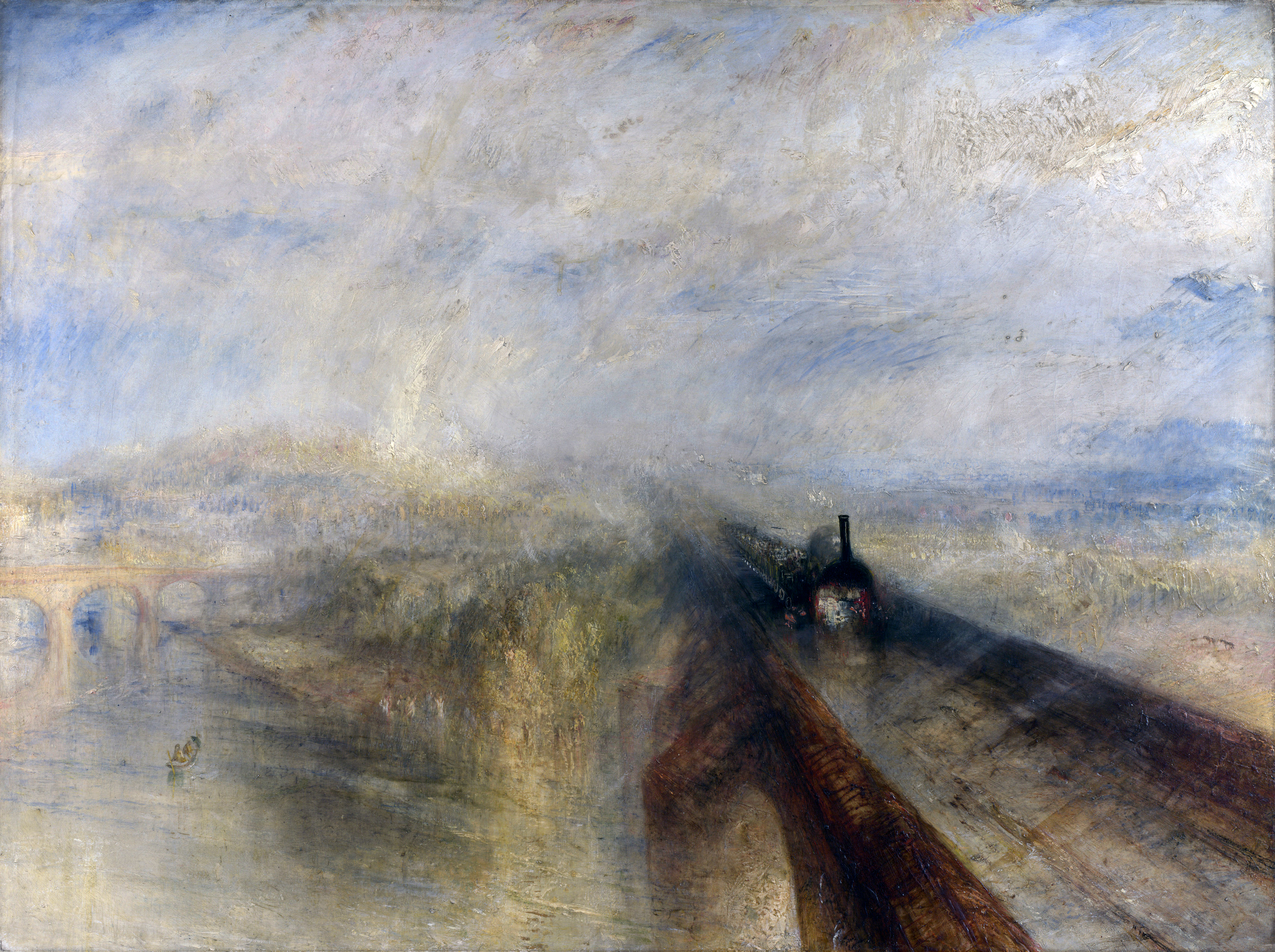
Turner híres festménye
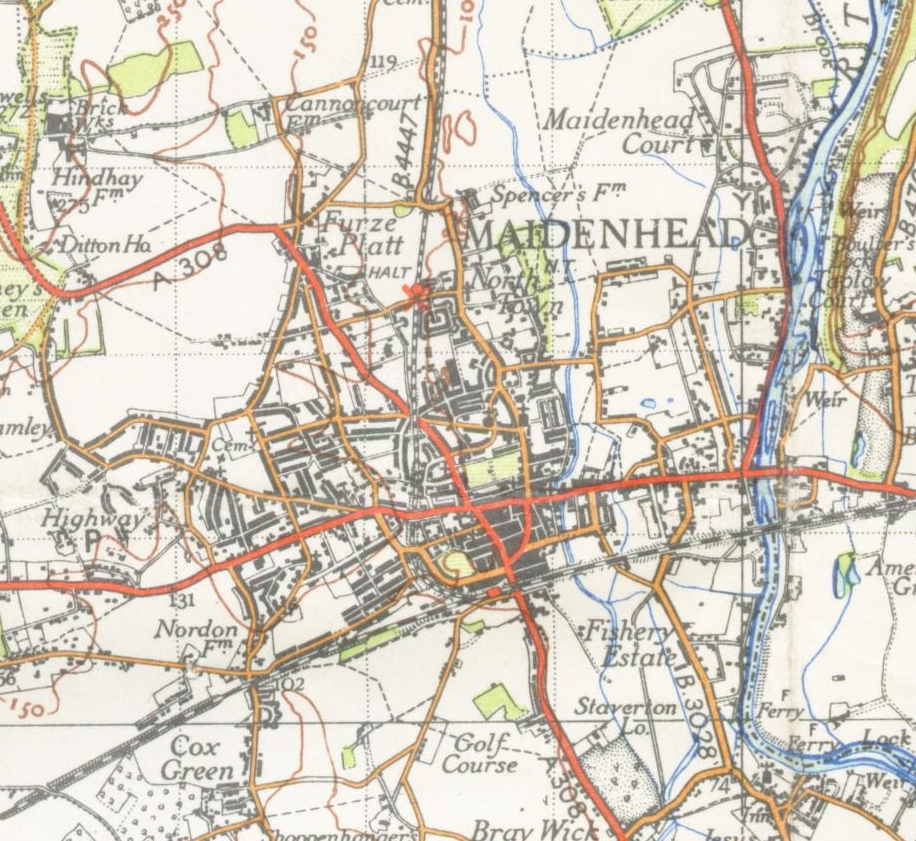
Maidenhead térképe 1945-ből